# Gmina Qaasuitsup
Gmina Qaasuitsup (gren. Qaasuitsup Kommunia) – jedna z czterech gmin Grenlandii istniejąca od 1 stycznia 2009 do 31 grudnia 2017. Była położona w północno-zachodniej części wyspy. Od 2018 roku teren jednostki należy do nowych gmin Avannaata i Qeqertalik. 1 października 2017 populacja gminy wynosiła 15 781.

## Miasta i osady
- Aappilattoq
- Aasiaat (Egedesminde)
- Akunnaaq
- Attu
- Iginniarfik
- Ikamiut
- Ikerasaarsuk
- Ikerasak
- Ilimanaq (Claushavn)
- Illorsuit
- Ilulissat (Jakobshavn)
- Innaarsuit
- Kangaatsiaq
- Kangerluk
- Kangersuatsiaq
- Kitsissuarsuit
- Kullorsuaq
- Moriusaq
- Naajaat
- Niaqornaarsuk
- Niaqornat
- Nutaarmiut
- Nuugaatsiaq
- Nuussuaq (Kraulshavn)
- Oqaatsut (Rodebay)
- Qaanaaq (Thule)
- Qaarsut
- Qasigiannguit (Christianshåb)
- Qeqertaq
- Qeqertat
- Qeqertarsuaq (Godhavn)
- Saattut
- Saqqaq
- Savissivik
- Siorapaluk
- Tasiusaq
- Ukkusissat
- Upernavik
- Upernavik Kujalleq
- Uummannaq